# Nanchang CJ-6
Le Nanchang CJ-6 est un avion militaire de la guerre froide, construit en Chine populaire par Nanchang, renommé Hongdu depuis, à partir de la fin des années 1950. Sa production, toujours en cours en 2018 par cette filiale d'AVIC, dépasse les deux mille unités, allant selon les sources jusqu'à trois mille.
Cet avion d'entraînement est exporté dans plusieurs pays d'Asie, au Soudan et en Albanie. En date de 2023, les forces armées du Bangladesh , Birmanie et Sri Lanka l'emploient toujours. 
Les versions civiles sont populaires avec son bas coût en occident. Un exemplaire est détenu par une association française depuis 2021.